# 養心殿造辦處
养心殿造办处，简称“造办处”，位于紫禁城外廷西部，慈宁宫以南，是清朝官办作坊。

## 历史
养心殿造办处是内务府的下属机构之一。创建时间在各种史书中记载不同，主要有康熙十九年（1680年）、康熙三十年（1691年）两种说法。养心殿造办处最初设在养心殿四周的平房内，故称“养心殿造办处”。后来因为宫内需求增加，造办处需要扩大，康熙三十年（1691年）自养心殿迁至慈宁宫茶饭房，房屋共有一百五十一间。虽已迁至慈宁宫，但仍沿习称作“养心殿造办处”。
《钦定大清会典事例》卷1173“养心殿造办处”条：“初制，养心殿设造办处，其管理大臣官员无定额。三十年奉旨，东暖阁裱作，移在南裱房，满洲弓箭匠亦留在内。其余别项匠作，俱移出在慈宁宫茶饭房做造办处。”《钦定大清会典事例》卷1173载：“养心殿设造办处，其管理大臣无定额，设监造四人，笔帖式一人。康熙二十九年增设笔帖式一人。三十年奉旨，东暖阁裱作，移至南裱房，满洲弓箭匠亦留在内，其余别项匠作，俱移出在慈宁宫茶饭房做造办处。三十二年，造办处设立作房；三十五年奉旨，设立玻璃厂，隶于养心殿造办处，设兼管司员一人；三十六年，增设监造二人；四十二年，增设笔帖式一人；四十四年，奏准武英殿造办处砚作改归养心殿，增设监造二人；四十七年，奉旨养心殿匠役人等俱移于造办处；五十七年，奏准武英殿珐琅作改归养心殿，增设监造一人……”《钦定日下旧闻考》卷71、页2292“官署”载：“造办处掌成造诸器用之物。康熙三十年，以慈宁宫茶饭房一百五十有一楹为造办处。四十八年，复增白虎殿后房百楹。”白虎殿是仁智殿的俗称，建于明朝，位于武英殿以北、右翼门以西，明朝时是皇帝驾崩后停灵之地，也是明朝宫廷画师作画之处，清朝在此处建内务府公署。
养心殿造办处专责制作、修缮、存储帝后及宫廷需用的各项器物。为具体承办制造、修缮各项器物之事宜，养心殿造办处内又分成不同的“作”、“处”、“厂”、“馆”，例如：匣作、舆图处、玻璃厂、如意馆等等。养心殿造办处初期设炮枪处、油木作、玻璃厂、盔头作、灯裁处、铸炉处、舆图房金玉作、匣裱作、做钟处、鞍甲作、铜馁作等机构。后来先后扩大规模、增加项目。为便于管理，雍正年间设圆明园造办处，作为养心殿造办处的分支机构。乾隆二十年一月，京内造办处各作也迁至圆明园。造办处的许多机构均设在圆明园。例如位于圆明园“洞天深处”的如意馆，设在乾隆年间，是负责为皇帝制作玉石、象牙、犀角雕刻及绘画作品的高级内廷作坊。
养心殿造办处是官办作坊。可以集中全国优秀工匠到北京进行制作。还可以购置最好的材料，例如木材便有紫檀木、黄花梨木、鸡翅木、铁梨木、乌木、红木、花梨木、金丝楠木等珍贵木材，辅助材料则可取优质的藤、棕、鱼鳔、蜂蜡、金、银、白铜、宝石、玉石、螺钿等等。另外还可令会设计的匠师出样、烫样，从而提高设计水平，而且从《钦定总管内务府现行则例·造办处卷》、《造办处活计库各作成做活计档》等文献中可见，养心殿造办处的许多家具均在皇帝亲自授意及修改、参与下设计并制作。
中国第一历史档案馆保存的《造办处各作成做活计清档》是内务府下属造办处记载日常承领各项活计之档案，始於雍正元年（1723年），终於宣统三年（1911年）。《造办处各作成做活计清档》中详载宫廷传旨交办各作（金玉作、匣裱作、珐琅作等等）制作、承修物品等等事项，并且记述了月、日，交办人的职衔、姓名，传旨内容，还有所做物品完成后由何人领走或进呈等内容，记述较为详细，信息丰富。例如根据该档案的记载，和雍正朝漆器制作有关的主要“作”包括“漆作”、“油漆作”，间有“木作”、“杂活作”、“记事录”等等。
养心殿造办处在清朝康熙、雍正、乾隆三朝达到鼎盛，其中以乾隆朝达到高峰。例如清式家具中的精品，几乎全都在这一时期制作，比如：
- 紫檀荷叶荷花纹大宝座（《明式家具珍赏》第59件）
- 紫檀四开光坐墩（《中国美术全集·竹木牙雕卷》第135件）
- 四开光香草纹坐墩（《中国美术全集·竹木牙雕卷》第133件）
- 黑漆描金靠背（《中国美术全集·竹木牙雕、卷》第140件）
- 紫檀嵌桦木大云头靠背扶手椅（《中国美术全集·竹木牙雕卷》第148件）
- 紫檀嵌剔红靠背宝座（《中国美术全集·竹木牙雕卷》第157件）[1]

## 建筑
根据《乾隆京城全图》，养心殿造办处位于慈宁宫花园的东部及南部，平面呈曲尺形。造办处在慈宁宫花园东部的部分与慈宁宫花园隔着一条甬道，造办处在甬道东侧开有一门，称为“迎禧门”，迎禧门是从甬道进入造办处的正门。甬道南端是南天门，出了南天门，便是造办处位于慈宁宫花园以南的部分，该部分有院墙，形成一个独立的院落，与东部的部分相隔，西至慈宁宫花园西侧群房所在院落南端的东侧，东与造办处东部部分的南端相接。造办处东部部分的南端西侧为该院所占；东侧则向南延伸，在南墙上开有一门。
造办处东侧为冰窖。造办处、冰窖在北侧，内务府公署在南侧，二者之间有东西走向的甬道，甬道东端为内务府门，出该门向东南可入右翼门。

## 延伸阅读
- 朱家溍 选编，养心殿造办处史料辑览（第一辑 雍正朝），紫禁城出版社，2003年
- 张荣 选编，养心殿造办处史料辑览（第二辑 乾隆朝），故宫出版社，2012年
- 张荣 选编，养心殿造办处史料辑览（第三辑 乾隆朝），故宫出版社，2012年